# Сахаров, Александр Викторович
Алекса́ндр Ви́кторович Са́харов (родился 19 июля 1983, Киров, РСФСР, СССР) — российский саунд-продюсер, автор текстов, композитор и аранжировщик. Владелец и ведущий саунд-инженер Clan Soprano Studio. Участник крупнейшей международной организации Audio Engineering Society. Приехав в Москву и работая на студии Максима Фадеева, получил первый успех с песней «Маленький самолёт», исполненной певицей Валерией. Позже получил известность, как соавтор песен и саунд-продюсер группы «Винтаж».

## Биография
Александр Сахаров родился 19 июля 1983 года в городе Кирове.
Стал учиться играть на гитаре с 12 лет. В музыкальную школу не ходил. Все имеющиеся на сегодняшний день профессиональные знания и навыки освоил сам.
В 9-м классе школы создал свою первую музыкальную панк-рок группу.
В 2000 году участвует в фестивале рок-музыки «Урал-рок» в Екатеринбурге в составе группы Monterey.
В 2001 году со своими музыкальными единомышленниками создает группу «Пятый элемент», вокалисткой которой была Лейла Гертнер (также в составе группы были Михаил Пятышев и Сергей Румянцев). Группа активно выступала в Кирове, ратировалась в региональных эфирах радиостанций.
В 2004 году одна из песен «Пятого элемента» попала в продюсерскую компанию «Монолит», после чего Александр был приглашен работать в продюсерский центр Максима Фадеева. Работал на «Фабрике звезд-5». В тот период широкую известность получила песня «Понарошку», исполненная Юрием Титовым в рамках «Фабрики», написанная в соавторстве с Игорем Крутым. Позже «Понарошку» также исполнял Сергей Лазарев.
В 2007 году уходит из продюсерского центра и основывает свою звукозаписывающую студию под названием Clan Soprano Studio. Также с 2007 года является автором большинства текстов, аранжировщиком и саунд-продюсером группы «Винтаж». Является сопродюсером и соавтором большинства песен студийных альбомов коллектива, под названием SEX и Анечка.
В 2011 году был приглашен в качестве саунд-продюсера на проект Аллы Пугачевой «Фактор А».

## Творческая деятельность

### рэд: с 2021 - по н.в
автор, композитор, аранжировщик, саунд-инженер
| №  | Название                                                                   | Автор(ы)                            | Длительность |
| -- | -------------------------------------------------------------------------- | ----------------------------------- | ------------ |
| 1. | «Пугало» (совместно с ВИА Красный, ХОРС, single, 2024)                     | Базыкина Валерия, Александр Сахаров | 2:48         |
| 2. | «Гроза, прокричи всю боль за меня» (совместно с Оля Альпака, single, 2024) | Александр Сахаров, Ольга Мысягина   | 2:37         |
| 3. | «Вызовите мне карету» (single, 2024)                                       | Александр Сахаров                   | 2:20         |
| 4. | «Меня подставили» (совместно с LITHIUM, single, 2024)                      | Александр Сахаров, Евгения Сердюк   | 2:14         |
| 5. | «Петь песни» (совместно с Алёна Минулина, single, 2024)                    | Алёна Минулина, Александр Сахаров   | 2:51         |
| 6. | «Волхвы» (single, 2023)                                                    | Александр Сахаров                   | 2:43         |
| 7. | «Холодно» (single, 2023)                                                   | Александр Сахаров                   | 2:54         |
| 8. | «Насчёт попадания в сказку» (single, 2023)                                 | Александр Сахаров                   | 2:54         |

| №  | Название                                    | Автор(ы)                            | Длительность |
| -- | ------------------------------------------- | ----------------------------------- | ------------ |
| 1. | «Физика»                                    | Кирилл Василенко, Александр Сахаров | 2:28         |
| 2. | «Брэд Питт»                                 | Кирилл Василенко, Александр Сахаров | 3:08         |
| 3. | «Тёмное сердце» (совместно с Лейла Гертнер) | Александр Сахаров, Кирилл Василенко | 2:51         |
| 4. | «Пульт от всего на свете»                   | Александр Сахаров, Кирилл Василенко | 2:38         |
| 5. | «Мыши с красными глазами»                   | Александр Сахаров, Кирилл Василенко | 2:17         |

| №  | Название                                                       | Автор(ы)          | Длительность |
| -- | -------------------------------------------------------------- | ----------------- | ------------ |
| 1. | «Притча про маски» (single, 2023)                              | Александр Сахаров | 0:58         |
| 2. | «Перспективы человечества» (single, 2023)                      | Александр Сахаров | 2:33         |
| 3. | «Старик» (single, 2022)                                        | Александр Сахаров | 2:32         |
| 4. | «Монстры под твоей кроватью» (single, 2022)                    | Александр Сахаров | 4:06         |
| 5. | «Последняя маленькая девочка» (single, 2022)                   | Александр Сахаров | 2:17         |
| 6. | «Стартап» (single, 2022)                                       | Александр Сахаров | 2:05         |
| 7. | «Общество с неограниченной ответственностью» (single, 2022)    | Александр Сахаров | 3:10         |
| 8. | «Om Mani Padme Hum» (совместно с Amar Atma Kaur, single, 2021) | Александр Сахаров | 5:11         |

| №  | Название               | Автор(ы)          | Длительность |
| -- | ---------------------- | ----------------- | ------------ |
| 1. | «На конце моего языка» | Александр Сахаров | 3:17         |
| 2. | «Teen Spirit»          | Александр Сахаров | 2:19         |
| 3. | «Всегда были там»      | Александр Сахаров | 2:35         |

### ALMARY: 2025 г
саунд-продюсер, аранжировщик, саунд-инженер
| №   | Название                              | Автор(ы)                                                   | Длительность |
| --- | ------------------------------------- | ---------------------------------------------------------- | ------------ |
| 1.  | «Вытанцовываю боль»                   | Аль-Асвади Мария Митак, Александр Сахаров                  | 1:55         |
| 2.  | «По плечам твоим»                     | Аль-Асвади Мария Митак, Александр Сахаров                  | 2:28         |
| 3.  | «Между нами разница»                  | Аль-Асвади Мария Митак, Александр Сахаров                  | 2:53         |
| 4.  | «Тормашками вверх»                    | Аль-Асвади Мария Митак, Александр Сахаров                  | 2:07         |
| 5.  | «По улицам»                           | Аль-Асвади Мария Митак, Александр Сахаров                  | 2:47         |
| 6.  | «В твоих глазах»                      | Аль-Асвади Мария Митак, Александр Сахаров                  | 2:21         |
| 7.  | «До скорых встреч»                    | Аль-Асвади Мария Митак                                     | 3:07         |
| 8.  | «Маленький человек»                   | Аль-Асвади Мария Митак, Александр Сахаров                  | 3:05         |
| 9.  | «Целую»                               | Аль-Асвади Мария Митак, Александр Сахаров                  | 2:50         |
| 10. | «Спокойная ночь»                      | Аль-Асвади Мария Митак, Александр Сахаров                  | 2:32         |
| 11. | «Кто видел мою девочку»               | Аль-Асвади Мария Митак, Александр Сахаров                  | 2:16         |
| 12. | «До скорых встреч (Acoustic Version)» | Аль-Асвади Мария Митак, Александр Сахаров, Петросян Геворг | 2:23         |

### Amar Atma Kaur: с 2019 - по н.в.
композитор, аранжировщик, саунд-инженер
| №  | Название                                                | Длительность |
| -- | ------------------------------------------------------- | ------------ |
| 1. | «Ganeshaya» (single, 2025)                              | 5:39         |
| 2. | «Akhan Jor» (совместно с Sat Mohan Singh, single, 2024) | 12:00        |
| 3. | «Om Tare Tuttare» (single, 2024)                        | 4:40         |
| 4. | «Jaya Mata Kali» (single, 2024)                         | 4:51         |
| 5. | «Om Namah Shivaya» (single, 2023)                       | 8:12         |
| 6. | «Keep up 528 DNA» (single, 2023)                        | 3:42         |

| №  | Название         | Длительность |
| -- | ---------------- | ------------ |
| 1. | «Ong Namo»       | 4:03         |
| 2. | «I Am Thine»     | 3:02         |
| 3. | «Ganputi Mantra» | 11:13        |
| 4. | «Kali»           | 5:13         |

| №  | Название                              | Длительность |
| -- | ------------------------------------- | ------------ |
| 1. | «Mahamrityunjaya Mantra»              | 7:56         |
| 2. | «Om Mani Padme Hum» (совместно с рэд) | 5:11         |
| 3. | «Breath of Life»                      | 6:46         |
| 4. | «Ong Namo Guru Dev Namo»              | 6:54         |
| 5. | «Tantric Har»                         | 4:53         |
| 6. | «Lokah»                               | 4:20         |
| 7. | «Long Time Sun»                       | 4:18         |

| №  | Название                   | Длительность |
| -- | -------------------------- | ------------ |
| 1. | «Дыхание Бога»             | 1:56         |
| 2. | «Терпение Вознаграждается» | 3:04         |

| №  | Название                           | Длительность |
| -- | ---------------------------------- | ------------ |
| 1. | «Lakshman» (совместно с Joti Kaur) | 5:59         |
| 2. | «Sat Nam»                          | 6:25         |

| №  | Название                                  | Длительность |
| -- | ----------------------------------------- | ------------ |
| 1. | «Adi Shakti»                              | 8:00         |
| 2. | «Ad Guray Nameh»                          | 4:36         |
| 3. | «Gobinday Mukunday»                       | 4:44         |
| 4. | «Wahe Guru» (совместно с Sat Mohan Singh) | 10:16        |
| 5. | «Wah Yantee»                              | 2:43         |
| 6. | «Ra Ma Da Sa»                             | 8:00         |
| 7. | «Long Time Sun #Russian»                  | 4:11         |

### WineSmoke: с 2019 - по н.в.
автор, композитор, аранжировщик, саунд-инженер
| №  | Название                          | Автор(ы)                              | Длительность |
| -- | --------------------------------- | ------------------------------------- | ------------ |
| 1. | «Не хочу, не буду» (single, 2025) | Наталья Винокурова, Александр Сахаров | 2:29         |
| 2. | «Из твоего окна» (single, 2024)   | Наталья Винокурова, Александр Сахаров | 2:43         |
| 3. | «Неон» (single, 2024)             | Александр Сахаров, Наталья Винокурова | 3:19         |
| 4. | «Холодно» (single, 2023)          | Александр Сахаров                     | 2:54         |
| 5. | «Вещи» (single, 2021)             | Александр Сахаров                     | 3:19         |
| 6. | «Песня о мечте» (single, 2021)    | Наталья Винокурова, Александр Сахаров | 3:44         |
| 7. | «Люди за стеклом» (single, 2021)  | Александр Сахаров, Наталья Винокурова | 3:12         |

| №   | Название                                          | Автор(ы)                                             | Длительность |
| --- | ------------------------------------------------- | ---------------------------------------------------- | ------------ |
| 1.  | «Прости нас, Юра»                                 | Александр Сахаров, Наталья Винокурова                | 3:22         |
| 2.  | «Когда хочу, тогда и дура»                        | Наталья Винокурова, Александр Сахаров                | 3:01         |
| 3.  | «Разберись уже с этим»                            | Наталья Винокурова, Александр Сахаров                | 2:55         |
| 4.  | «Помолчи со мной о чём-нибудь»                    | Александр Сахаров, Наталья Винокурова                | 3:21         |
| 5.  | «Иди туда, где твой страх»                        | Александр Сахаров, Наталья Винокурова                | 2:57         |
| 6.  | «Хочется волшебства»                              | Александр Сахаров, Наталья Винокурова                | 3:29         |
| 7.  | «Поорать на лес»                                  | Наталья Винокурова, Александр Сахаров                | 3:01         |
| 8.  | «Про шмот и настроение» (совместно с MORE EMOCIY) | Наталья Винокурова, Александр Сахаров, Роман Дмитров | 3:52         |
| 9.  | «Отними у меня всё»                               | Александр Сахаров, Наталья Винокурова                | 3:08         |
| 10. | «Человек»                                         | Наталья Винокурова, Александр Сахаров                | 4:31         |

| №  | Название                             | Автор(ы)                              | Длительность |
| -- | ------------------------------------ | ------------------------------------- | ------------ |
| 1. | «Роботы» (single, 2020)              | Александр Сахаров, Наталья Винокурова | 2:42         |
| 2. | «Твой голос» (single, 2019)          | Александр Сахаров, Наталья Винокурова | 4:03         |
| 3. | «Когда собой доволен» (single, 2019) | Александр Сахаров, Наталья Винокурова | 3:19         |

| №  | Название       | Автор(ы)                              | Длительность |
| -- | -------------- | ------------------------------------- | ------------ |
| 1. | «Снимай штаны» | Александр Сахаров                     | 3:26         |
| 2. | «Пришелец»     | Александр Сахаров, Наталья Винокурова | 3:06         |
| 3. | «Подуть»       | Александр Сахаров, Наталья Винокурова | 3:08         |

### Яся Чехомова & Lùna: с 2022 - по н.в.
продюсер, саунд-продюсер, аранжировщик, саунд-инженер
| №   | Название                                     | Автор(ы)                        | Длительность |
| --- | -------------------------------------------- | ------------------------------- | ------------ |
| 1.  | «Печеньки» (single, 2025)                    | Ярослава Чехомова               | 2:57         |
| 2.  | «Ой, прости» (single, 2024)                  | Ярослава Чехомова               | 2:27         |
| 3.  | «Не плачь» (single, 2024)                    | Ярослава Чехомова               | 3:01         |
| 4.  | «Slow Motion» (single, 2024)                 | Ярослава Чехомова               | 2:55         |
| 5.  | «Вредная привычка» (single, 2024)            | Ярослава Чехомова               | 2:42         |
| 6.  | «Прячу» (совместно с Глупость, single, 2024) | Худяков Влад, Ярослава Чехомова | 3:14         |
| 7.  | «БЛА БЛА БЛА» (single, 2023)                 | Ярослава Чехомова               | 3:12         |
| 8.  | «Культура влюблённостей» (single, 2023)      | Ярослава Чехомова               | 2:59         |
| 9.  | «Мой дефект» (single, 2023)                  | Ярослава Чехомова               | 2:38         |
| 10. | «удалённое сообщение» (single, 2023)         | Ярослава Чехомова               | 3:01         |
| 11. | «Слизерин» (single, 2023)                    | Ярослава Чехомова               | 3:03         |
| 12. | «Спички» (single, 2023)                      | Ярослава Чехомова               | 3:13         |
| 13. | «Лунный человечек» (single, 2023)            | Ярослава Чехомова               | 2:42         |
| 14. | «Маленькая лодка» (single, 2022)             | Ярослава Чехомова               | 2:37         |
| 15. | «Детская площадка» (single, 2022)            | Ярослава Чехомова               | 2:13         |
| 16. | «Океан в стакане» (single, 2022)             | Ярослава Чехомова               | 3:19         |

### 2020 г.
- Винтаж – Удивительный мир (соавтор текста)

### 2018 г.
- SMASH — Моя любовь 18 (соавтор текста)
- Юлия Беретта — Я тебя не отдам (аранжировка, сведение, мастеринг)

### 2017 г.
- SMASH, Полина Гагарина & Егор Крид — Команда 2018 (соавтор текста)
- FolkBeat — Калина (соавтор музыки, соавтор текста, аранжировка, сведение, мастеринг)
- Alex Kafer — Так говорят во сне (2017 edit) (аранжировка, сведение, мастеринг)
- Юлия Беретта — Дочь моего отца (автор музыки, автор текста, аранжировка, сведение, мастеринг)
- Agaya — Игра (соавтор текста)
- Roma Stein — Сахара (сведение, мастеринг)
- Влади Блайберг — Буду тебя искать (соавтор музыки, автор текста)
- Ковская — Музыка (аранжировка, сведение, мастеринг)
- Олег Яковлев — Не плачь (аранжировка, сведение, мастеринг)
- Юлия Беретта — Мама (OST "Маняшино Озеро") (соавтор музыки, соавтор текста, аранжировка, сведение, мастеринг)
- Alex Kafer & Lera — Замок из Дождя (аранжировка, сведение, мастеринг)
- Влади Блайберг — Возвращаюсь Домой (соавтор музыки, автор текста)

### 2016 г.
- Винтаж & Clan Soprano — Немного рекламы (Сильная девочка) (соавтор музыки, соавтор текста, аранжировка, сведение, мастеринг)
- Юлия Беретта — Укрою ночь (автор музыки, соавтор текста, аранжировка, сведение, мастеринг)
- Зара — Ленинград (аранжировка, сведение, мастеринг)
- Izabelle — Party Animals (соавтор музыки, соавтор текста, аранжировка, сведение, мастеринг)
- Григорий Юрченко — Только Герои (автор музыки, автор текста, аранжировка, сведение, мастеринг)
- Олег Яковлев — Мания (аранжировка, сведение, мастеринг)
- Nemo — Останься (аранжировка, сведение, мастеринг)
- Izabelle — Танцевать (автор музыки, соавтор текста, аранжировка, сведение, мастеринг)
- Maxett — Пчёлы (аранжировка, сведение, мастеринг)

### 2015 г.
- Clan Soprano & Елена Князева — Любовь-текила (автор музыки, автор текста, аранжировка, сведение, мастеринг)
- Khan Solo — Море (Live) (клавиши, сведение, мастеринг)
- Khan Solo — Печаль (cover Кино) Live (клавиши, сведение, мастеринг)
- Khan Solo — Море (аранжировка, сведение, мастеринг)
- Григорий Юрченко — Ты такая (аранжировка, сведение, мастеринг)
- Дмитрий Зарецкий — 19 зим (автор музыки, автор текста, аранжировка, сведение, мастеринг)
- Дмитрий Зарецкий — Курт Кобейн (автор музыки, автор текста, аранжировка, сведение, мастеринг)
- Дмитрий Зарецкий — Бумеранг (автор музыки, автор текста, аранжировка, сведение, мастеринг)
- Юлия Беретта — Ты бросил (2015) (недоступная ссылка) (соавтор музыки, соавтор текста, аранжировка, сведение, мастеринг)

### 2014 г.
- ChinKong & Clan Soprano — I'm Goin' Mad (автор музыки, автор текста)
- Юлия Беретта — Без падения (аранжировка, сведение, мастеринг)
- Игра в ПRЯтки — Я за тобой (автор текста, аранжировка, сведение, мастеринг)
- Винтаж — Boys (соавтор текста, аранжировка, сведение, мастеринг)
- Винтаж — Микки 2014(соавтор текста, сведение, мастеринг)
- Paralleli — Replay (аранжировка, сведение, мастеринг)
- Доминика — Зомби (сведение, мастеринг)

### 2013 г.
- Достучаться до Небес — Google (аранжировка, сведение, мастеринг)
- Достучаться до Небес — Ну как дела (сведение, мастеринг)
- Винтаж[3] — Знак Водолея (сведение, мастеринг)
- Винтаж — Алиса (соавтор текста, аранжировка, сведение, мастеринг)
- Винтаж — Play (соавтор текста)
- Винтаж — Very Dance (Небо, море) (автор текста, аранжировка, сведение, мастеринг)
- Винтаж feat. Sergio Galoyan — Космос (Солнце в кармане) (соавтор текста, сведение, мастеринг)
- Дуэт Лето — Ради тебя (аранжировка, сведение, мастеринг)
- Дуэт Лето — Растай (аранжировка, сведение, мастеринг)
- Митя Фомин — Домой (соавтор музыки, соавтор текста, сведение, мастеринг)
- Митя Фомин — Космополитен (автор текста, аранжировка, сведение, мастеринг)
- Митя Фомин — Дождь (сведение, мастеринг)
- Митя Фомин — Время просыпаться (аранжировка, сведение, мастеринг)
- Митя Фомин — На перекрёстке (аранжировка, сведение, мастеринг)
- Чи-Ли — Только без паники (сведение, мастеринг)

### 2012 г.
- Митя Фомин feat. Leonid Rudenko — Восточный экспресс (соавтор текста)
- Митя Фомин — Хорошая песня (автор текста, аранжировка, сведение, мастеринг)
- Митя Фомин — Наглый Ангел (сведение, мастеринг)
- Рома Кенга — Наш Бой Окончен (автор текста)
- Достучаться до Небес — Будем танцевать (сведение, мастеринг)
- Достучаться до Небес — Отпусти меня (сведение, мастеринг)
- Николай Басков — Странник (автор текста, аранжировка, сведение, мастеринг)
- Валентин — Вера (соавтор музыки)
- Валентин — Белый пепел (соавтор текста)

### 2011 г.
- Ёлка — Знаки вопроса (автор музыки, соавтор текста)
- Винтаж — Деревья (соавтор текста, аранжировка, сведение, мастеринг)
- Винтаж — 21 век (XXI век) (автор текста, аранжировка, сведение, мастеринг)
- Винтаж — Ave Maria (автор текста, аранжировка, сведение, мастеринг)
- Винтаж — Запретный мир (соавтор текста, аранжировка, сведение, мастеринг)
- Винтаж — Стерео (аранжировка, сведение, мастеринг)
- Винтаж — Мама Америка (аранжировка, сведение, мастеринг)
- Татьяна Котова — Красное на Красном (соавтор музыки, соавтор текста, аранжировка, сведение, мастеринг)
- Кирилл Туриченко — Кто подскажет? (аранжировка, сведение, мастеринг)
- Кирилл Туриченко — Облака (аранжировка, сведение, мастеринг)
- Кирилл Туриченко — Прости меня (аранжировка, сведение, мастеринг)
- Кирилл Туриченко — Всё останется вдруг (аранжировка, сведение, мастеринг)
- Митя Фомин feat. Pet Shop Boys — Paninaro 2011 (Огни большого города) (соавтор текста, аранжировка, сведение, мастеринг)
- НеСтрелки — Реалист (аранжировка, сведение, мастеринг)
- Борис Моисеев — Маленький Париж (сведение, мастеринг)
- Зара — Нулевой меридиан (автор текста, аранжировка, сведение, мастеринг)
- Зара — Ради тебя (соавтор текста, сведение, мастеринг)
- Зара — Амели (соавтор музыки, аранжировка, сведение, мастеринг)
- Дуэт «Марк Твен» (Фактор А) — Опять идёт дождь (аранжировка, сведение, мастеринг)

### 2010 г.
- Анита Цой- Помнить (аранжировка)
- Анита Цой — Жить (аранжировка)
- Анита Цой — Наверное, это любовь (аранжировка)
- Дмитрий Нестеров — Радиоволна (автор музыки, автор текста, аранжировка, сведение, мастеринг)
- Дмитрий Нестеров — С чистого листа (автор музыки, автор текста, аранжировка, сведение, мастеринг)
- Митя Фомин — Садовник (автор текста, аранжировка, сведение, мастеринг)
- Митя Фомин — Вот и всё (автор текста, аранжировка, сведение, мастеринг)
- Митя Фомин — Перезимуем (автор текста, аранжировка, сведение, мастеринг)
- Митя Фомин — Всё будет хорошо (автор текста, аранжировка, сведение, мастеринг)
- VIA Sirius — Осколки (автор текста)
- Винтаж — Роман (соавтор музыки, соавтор текста, аранжировка, сведение, мастеринг)
- Винтаж — Микки (автор текста, аранжировка, сведение, мастеринг)
- Наташа Ласка — Кукла (автор музыки, автор текста)
- Наташа Ласка — Небо Калифорнии (автор музыки)
- VIP — Любимый негодяй (автор текста)
- НеСтрелки — Вова, вернись (аранжировка, сведение, мастеринг)

### 2009 г.
- Кристина Орса — Ловлю такси (соавтор музыки, автор текста, аранжировка, сведение, мастеринг)
- Dato — Чёрно-белая ночь (автор текста)
- Наташа Ласка — Я не играю (автор текста)
- Винтаж — Виктория (автор текста, аранжировка, сведение, мастеринг)
- Винтаж — Девочки-лунатики (автор музыки, соавтор текста, аранжировка, сведение, мастеринг)
- Винтаж — Ева (соавтор текста, аранжировка, сведение, мастеринг)
- Винтаж — Делай мне больно (автор музыки, аранжировка, сведение, мастеринг)
- Винтаж — Ты для меня (автор текста, аранжировка, сведение, мастеринг)
- Винтаж — On-Off (автор текста, аранжировка, сведение, мастеринг)
- Винтаж — Sex (автор текста, аранжировка, сведение, мастеринг)
- Винтаж — Мальчик (соавтор текста, аранжировка, сведение, мастеринг)
- Точка G — Цветная любовь (автор текста, аранжировка, сведение, мастеринг)
- Точка G — Полетели за мной (аранжировка, сведение, мастеринг)
- Анна Семенович[4] — Боже мой (автор музыки, автор текста)
- Чи-Ли и Гоша Куценко — Сказки (автор музыки, автор текста, аранжировка, сведение, мастеринг)
- Татьяна Буланова — Бесконечная история (соавтор текста, аранжировка, сведение, мастеринг)
- Анита Цой[5] — Губ скотч (автор музыки, автор текста, аранжировка)

### 2008 г.
- Катя Лель — Мур, мур, мур (автор музыки, автор текста, аранжировка, сведение, мастеринг)
- Катя Лель — Сделай шаг (автор текста)
- Катя Лель — Время — вода (автор текста)
- Винтаж — Одиночество любви (автор текста, аранжировка, сведение, мастеринг)
- Винтаж feat. Е. Корикова — Плохая девочка (автор текста, аранжировка, сведение, мастеринг)

### 2007 г.
- Гости из будущего — Реальна только музыка (автор текста)
- Винтаж — Всего хорошего (автор текста, аранжировка, сведение, мастеринг)
- Винтаж — Искренность (автор текста, аранжировка, сведение, мастеринг)
- Катя Лель — Крестики-нолики (Не магниты) (автор текста, аранжировка, сведение, мастеринг)

### 2006 г.
- Юля Савичева — Здравствуй, это я (соавтор текста, аранжировка)
- «Непара» — Что впереди (автор текста)
- «Непара» — Бай-бай (автор текста)

### 2005 г.
- Эллектра — Как много дураков (автор музыки, аранжировка)
- Монокини — Всё отдала (автор текста)
- Валерия — Маленький самолёт (автор музыки, автор текста)
- Алексей Романоф - На самом краю земли (автор текста)

### 2004 г.
- Пьер Нарцисс (Фабрика Звёзд 2) — Круче (автор музыки, автор текста)
- Вержак Аксиния (Фабрика Звёзд 5) — Нет (Точка) (автор музыки, автор текста)
- Дарья Клюшникова (Фабрика Звёзд 5) — Сердце не тронешь (соавтор музыки, автор текста)
- Юлианна Караулова (Фабрика Звёзд 5) — Я попала в сети (автор музыки, автор текста)
- Юрий Титов (Фабрика Звёзд 4) — Понарошку (автор текста)

## Саундтреки
- «Здравствуй, это я»

фильм: «В ожидании чуда» (2007 год)
Музыка: Алексей Романоф, слова: Александр Сахаров, Артур Папазян исполнитель: Юля Савичева
- «Реальна только музыка»

фильм: «Слушая тишину» (2007 год).
Музыка: Владимир Сайко, слова: Александр Сахаров, исполнитель: «Гости из будущего»
- «Боже мой»[7]

фильм: «Укрощение строптивых» (2009 год).
Музыка и слова: Александр Сахаров, исполнитель: Анна Семенович
- «Знаки вопроса»

фильм: «Краткий курс счастливой жизни» (2011 год)
Музыка: Александр Сахаров, слова: Александр Сахаров, Лейла Гертнер, исполнитель: Ёлка
- «Роман»

фильм: «Краткий курс счастливой жизни» (2012 год)
Музыка и слова: Александр Сахаров, Алексей Романоф, исполнитель: «Винтаж»
- «Я за тобой»

телесериал: «Филфак» (2017 год)
Музыка: Константин Ширяев, слова: Александр Сахаров, исполнитель: «Игра в прятки»

## Чарты
Песни, вошедшие в лучшую десятку российского радиочарта (из них 5 песен* достигли 1 строчки российского радиочарта):
2016 год
- Винтаж & Clan Soprano — Немного Рекламы[8]

2013 год
- Винтаж — Знак Водолея*[9]

2011 год
- Митя Фомин — Огни большого города[10]

2010 год
- Митя Фомин — Вот и всё[11]
- Митя Фомин — Всё будет хорошо[12]
- Винтаж — Роман

2009 год
- Винтаж — Ева*[13]
- Винтаж — Victoria*[14]

2008 год
- Винтаж и Елена Корикова — Плохая девочка*[15]
- Винтаж — Одиночество любви*[16]

2005 год
- Валерия — Маленький самолёт[17]

2004 год
- Юрий Титов — Понарошку

## Работы, получившие награды
| Год  | Награда                  | Номинированная работа  | Категория                | Результат |
| ---- | ------------------------ | ---------------------- | ------------------------ | --------- |
| 2004 | Песня года               | «Понарошку»            | Лауреат фестиваля        | Победа    |
| 2008 | Песня года               | «Плохая девочка»       | Лауреат фестиваля        | Победа    |
| 2009 | Золотой граммофон        | «Одиночество любви»    | Песня                    | Победа    |
| 2009 | Песня года               | «Ева»                  | Лауреат фестиваля        | Победа    |
| 2009 | Песня года               | «Бесконечная история»  | Лауреат фестиваля        | Победа    |
| 2009 | Песня года               | «Сказки»               | Лауреат фестиваля        | Победа    |
| 2009 | Премия Муз-ТВ            | «Плохая девочка»       | Лучшая песня             | Номинация |
| 2009 | Бог Эфира                | «Ева»                  | Радиохит                 | Номинация |
| 2009 | Премия Русский Топ       | «Sex»                  | Лучший поп-альбом        | Номинация |
| 2010 | Песня года               | «Victoria»             | Лауреат фестиваля        | Победа    |
| 2010 | Песня года               | «Всё будет хорошо»     | Лауреат фестиваля        | Победа    |
| 2010 | Бог Эфира                | «Ева»                  | Радиохит                 | Победа    |
| 2010 | Премия Муз-ТВ            | «SEX»                  | Лучший альбом            | Номинация |
| 2010 | Премия Муз-ТВ            | «Ева»                  | Лучшая песня             | Номинация |
| 2010 | Степной Волк             | «Ева»                  | Песня                    | Номинация |
| 2010 | Золотой граммофон        | «Всё будет хорошо»     | Песня                    | Победа    |
| 2011 | Золотой граммофон        | «Роман»                | Песня                    | Победа    |
| 2011 | Золотой граммофон        | «Амели»                | Песня                    | Победа    |
| 2011 | Золотой граммофон        | «Огни большого города» | Песня                    | Победа    |
| 2011 | Красная Звезда           | «Мама-Америка»         | Песня                    | Победа    |
| 2011 | Премия RU.TV             | «Всё будет хорошо»     | Лучший рингтон           | Номинация |
| 2011 | Премия Русский Топ       | «Анечка»               | Лучший альбом            | Номинация |
| 2012 | Песня года               | «Странник»             | Лауреат фестиваля        | Победа    |
| 2012 | Красная Звезда           | «Москва»               | Песня                    | Победа    |
| 2012 | Золотой граммофон        | «Странник»             | Песня                    | Победа    |
| 2012 | Премия Муз-ТВ            | «Анечка»               | Лучший альбом            | Номинация |
| 2013 | Премия RU.TV             | «Восточный экспресс»   | Лучший танцевальный трек | Номинация |
| 2013 | Fashion People Awards    | «Огни большого города» | Фэшн-песня               | Победа    |
| 2013 | Красная Звезда           | «Знак Водолея»         | Песня                    | Победа    |
| 2013 | Золотой граммофон        | «Растай»               | Песня                    | Победа    |
| 2013 | Золотой граммофон        | «Знак водолея»         | Песня                    | Победа    |
| 2013 | Реальная премия MusicBox | «Знак Водолея»         | Лучшая песня             | Номинация |
| 2014 | Премия Муз-ТВ            | «Very Dance»           | Лучший альбом            | Номинация |
| 2014 | Премия Муз-ТВ            | «Знак водолея»         | Лучшая песня             | Номинация |
| 2014 | Премия RU.TV             | «Знак водолея»         | Лучший танцевальный трек | Победа    |

## Критики о текстах и саунде
Надо сказать, что качество записи песен находится на неожиданно высоком для отечественного шоу-бизнеса уровне: «Винтаж» выдает европоп на высоком, качественном европейском уровне.— Павел Сурков, zvuki.ru

Это полноценные творческие удачи аранжировщиков и исполнителей… Этот альбом наверняка вознесёт «Винтаж» в высший эшелон шоу-бизнеса, прежде всего — за счет полноценных хитов и грамотного вкусного саунда.— Гуру Кен, newsmusic.ru

Первым делом хочется отметить аранжировки — редкое явление в русскоязычной музыке. Показательна в этом отношении песня «Одиночество любви»: потрясающий запоминающийся припев, а отсутствие мелодии в куплете компенсируется ярким семплом, что нехарактерно для поп-музыки…Отдельно скажем о текстах. Тексты сногсшибательные. За исключением пары треков ни о чём, образчик изящной словесности на заданную тему.— Андрей Житенёв, muz.ru

«Я была за камерой на съемках, когда Бог наш мир сотворял. Все в нем будет правильно! — с улыбкой безмятежной он повторял…». Несомненно, талант любого поэта заключается в том, чтобы создать произведение, которое могло бы привлечь к себе внимание. А если композиция сможет ещё и вместить в себя несколько смыслов, то долголетняя любовь поклонников гарантирована.— Яков Золотов, Dreamiech Vision